# Monkova dolina
Monkova dolina je údolí na severovýchodní straně Belianských Tater, západně od Ždiaru. Protéká jím Rígeľský potok, který se v ústí doliny vlévá do říčky Biela. Dolina je součástí národní přírodní rezervace Belianské Tatry. Je otevřena sezónně během léta a spolu s Dolinou siedmich prameňov jsou jediné zpřístupněné doliny v Belianských Tatrách.

## Dějiny
V roce 1781 se na území doliny usadil Jonek Monka. Jelikož území patřilo katastrálně k městu Spišská Belá, zavázal se platit daň 8 zlatých, za což měl právo pastvy, určitý objem dřeva z lesa a možnost obdělávat pole.  Potomci rodu zde žijí doposud.[zdroj?]

## Turismus
Monkovou dolinou vede jediná turistická stezka vedená přes hlavní hřeben Belianských Tater. Vychází ze Ždiaru, pokračuje mezi Ždiarskou vidlou a vrcholem Hlúpy do Širokého a Kopského sedla.
11. července 2024 sjela bahenní lavina ze Žlebínského sedla k Rígeľskému potoku. Zavalila turistický přístřešek, kde zabila a zranila několik turistů.